# Koń salerneński

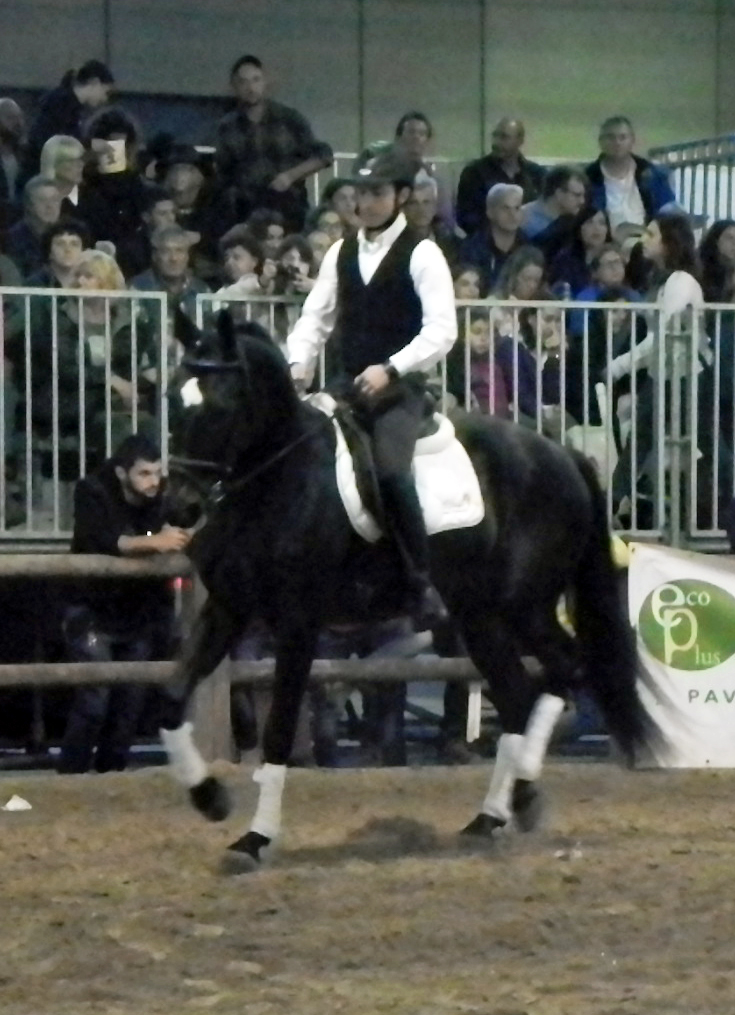
Koń rasy salerno w 2014 roku

Koń salerneński, również Salernitano, Salerno – włoska rasa konia domowego.

## Charakterystyka
Koń ten mierzy ok. 165-170 cm. Posiada długą szyję przechodzącą w wyraźny kłąb, silny grzbiet (średniej długości), umięśniony zad oraz nisko umiejscowiony ogon. Posiada mocne, skośne łopatki. Występuje we wszystkich odmianach barwnych.

## Pochodzenie
Jest to rasa wywodząca się z koni neapolitańskich, orientalnych i angielskich. Wyraźny wpływ na wygląd wywarły tu konie pełnej krwi angielskiej. Była długo wykorzystywana we włoskiej kawalerii. Została utworzona w stadninie Persano w 1763 roku. Pierwsze pojawiły się w niej klacze neapolitańskie, a następnie sprowadzono zwierzęta innych ras, np. konie andaluzyjskie.

## Predyspozycje
Jest to koń wykorzystywany głównie w sporcie (osiągający dobre wyniki w skokach).